# Kup Hrvatske u odbojci za žene 2010.
Kup Hrvatske u odbojci za žene za 2010. godinu je osvojio Vukovar. 

Kup je igran u jesenskom dijelu sezone 2010./11.

## Rezultati

### 1. kolo
Prve utakmice su igrane 2. i 3. listopada, a uzvrati 5. i 6. listopada 2010. 
| klub1                            | klub2                                    | 1. ut | 2. ut |
| -------------------------------- | ---------------------------------------- | ----- | ----- |
| Rijeka                           | Zagreb                                   | 3:0   | 3:0   |
| Poreč                            | Split 1700                               | 1:3   | 2:3   |
| Novi Zagreb                      | Mladost Zagreb                           | 0:3   | 0:3   |
| Grobničan Čavle                  | Cestorad Vinkovci                        | 0:3   | 0:3   |
| Bilje                            | Vukovar                                  | 0:3   | 0:3   |
| Kaštela DC (Kaštel Stari)        | OTP Banka Pula                           | 1:3   | 0:3   |
| Marina Kaštela (Kaštel Gomilica) | Azena - O.Š. Eugen Kumičić Velika Gorica | 3:0   | 3:0   |
| Osijek                           | Marsonia Slavonski Brod                  | 1:3   | 2:3   |

### Četvrtzavršnica
Prve utakmice igrane 9. i 10. studenog, a uzvrati 16. i 17. studenog 2010.
| klub1                            | klub2             | 1. ut | 2. ut |
| -------------------------------- | ----------------- | ----- | ----- |
| Marsonia Slavonski Brod          | Rijeka            | 0:3   | 0:3   |
| Split 1700                       | OTP Banka Pula    | 3:0   | 3:0   |
| Marina Kaštela (Kaštel Gomilica) | Mladost Zagreb    | 0:3   | 0:3   |
| Vukovar                          | Cestorad Vinkovci | 2:3   | 3:0   |

### Završni turnir
Igrano 21. i 22. prosinca 2010. u Zagrebu u dvorani Dom odbojke - Bojan Stranić.
| klub1          | rez.          | klub2          |
| poluzavršnica  | poluzavršnica | poluzavršnica  |
| -------------- | ------------- | -------------- |
| Rijeka         | 3:0           | Mladost Zagreb |
| Split 1700     | 0:3           | Vukovar        |
|                |               |                |
| za 3. mjesto   |               |                |
| Mladost Zagreb | 2:3           | Split 1700     |
|                |               |                |
| za pobjednika  |               |                |
| Rijeka         | 1:3           | Vukovar        |